# محوطه گله زرد
محوطه گله زرد مربوط به دوره ساسانیان تا دوره سلجوقیان است و در شهرستان دره‌شهر، بخش مرکزی، دهستان زرین دشت، ۲۵۰ متری جنوب روستای گله زرد واقع شده و این اثر در تاریخ ۲۶ دی ۱۳۸۶ با شمارهٔ ثبت ۲۰۶۳۰ به‌عنوان یکی از آثار ملی ایران به ثبت رسیده است.